# Cyathopoma nishinoi
Cyathopoma nishinoi là một loài ốc có nắp, là động vật thân mềm chân bụng sống trên cạn thuộc họ Cyclophoridae. Đây là loài đặc hữu của Nhật Bản.